# Solomon Ortiz
Solomon Porfirio Ortiz (Robstown, 3 giugno 1937) è un politico statunitense, membro della Camera dei Rappresentanti per lo stato del Texas dal 1983 al 2011.

## Biografia
Nato e cresciuto a Robstown in una famiglia di immigrati messicani, dopo aver conseguito il GED, Ortiz lavorò come assicuratore. Terminato il servizio militare nell'esercito, ottenne diversi incarichi pubblici nella contea di Nueces: constable, commissario, sceriffo.
Entrato in politica con il Partito Democratico, nel 1982 si candidò alla Camera dei Rappresentanti e fu eletto deputato. Negli anni successivi Ortiz, un democratico moderato-centrista, fu riconfermato dagli elettori per altri tredici mandati, fin quando nel 2010 fu sconfitto dall'avversario repubblicano Blake Farenthold con un margine di scarto di appena 799 voti. Ortiz fu così costretto a lasciare il Congresso dopo ventotto anni di permanenza.